# Keutapang Bambong
Keutapang Bambong is een bestuurslaag in het regentschap Pidie van de provincie Atjeh, Indonesië. Keutapang Bambong telt 525 inwoners (volkstelling 2010).